# Pristimantis petersi
Espèce
Synonymes
- Eleutherodactylus petersi Lynch & Duellman, 1980
- Eleutherodactylus petersorum Lynch, 1991
- Eleutherodactylus johnwrighti Lynch, 1996

Statut de conservation UICN

 NT  : Quasi menacé
Pristimantis petersi est une espèce d'amphibiens de la famille des Craugastoridae.

## Répartition
Cette espèce se rencontre entre 1 410 et 1 950 m d'altitude :
- en Équateur sur le versant Est de la cordillère Orientale dans les provinces de Napo, de Sucumbíos et de Pastaza ;
- en Colombie sur le versant Est de la cordillère Centrale dans les départements de Caquetá, de Huila et de Putumayo.

## Description
Les mâles mesurent de 14,5 à 19,9 mm et les femelles de 20,3 à 23,1 mm.

## Étymologie
Cette espèce est nommée en l'honneur de James Arthur Peters.

## Publication originale
- Lynch & Duellman, 1980 : The Eleutherodactylus of the Amazonian slopes of the Ecuadorian Andes (Anura: Leptodactylidae). Miscellaneous Publication, Museum of Natural History, University of Kansas, no 69, p. 1-86 (texte intégral).